# Citroën CX
Citroën CX var en personbil fra den franske bilfabrikant Citroën, som i 1974 afløste den markante Citroën DS. Den blev i 1975 valgt som Årets Bil i Europa, og der blev solgt næsten 1,2 millioner eksemplarer af modellen, indtil produktionen stoppede i 1991.

## Generelt
Teknisk havde CX meget til fælles med sportsvognen Citroën SM, blandt andet servostyringen. Denne styring er først i verden til at variere servo kraft med bilens fart. Styringen er let ved parkering, men urokkelig på motorvejen.
CX er et eksempel på "den store Citroën" − fra Citroën Traction Avant gennem DS til CX og XM varede dette begreb 60 år. Det gik ud på at beskrive en teknisk avanceret, praktisk, komfortabel bil, der var suveræn over alle andre biler i visse egenskaber. F.eks. brugte Rolls-Royce Citroën's afjedring under patent i mange år. 
Efter salget til Peugeot kunne Citroën ikke længere investere de fornødne penge i denne markedsandel, så salgstallene faldt. Begrebet "den store Citroën" eksisterer ikke længere.
Det hjalp ikke at CX var ulovlig i USA. Tilsvarende modeller fra Mercedes-Benz, Audi, BMW, Saab, og endda Peugeot 505 blev solgt i ti-tusindvis af eksemplarer hvert år, en særlig gunstig handel på grund af valutaforveksling. Europæiske biler dominerede den amerikanske luksusbilklasse efter energikrisen i 1973.
Ejeren Peugeot havde mange forskellige prioriteter på det tidspunkt og CX var bagest i rækken, trods en stor succes med 132.000 solgte eksemplarer i 1978.
Udviklingen af modellen gik derfor meget langsomt, og de tidligste CX-modeller havde meget alvorlige problemer med rust, som ikke blev konstateret før 1981, da stålet blev rustbehandlet fra fabrikken. CX var yderst rust følsom som så mange biler i begyndelsen af 1970'erne, da tendensen til et bedre miljø ledte til nye malinger, der var ikke så effektive som før i beskyttelse af karosseriet.
Ligesom den mindre Citroën GS/GSA i første udgave (1970-1979), har CX ikke en bagklap, selv om udseendet minder om en bil med bagklap. GSA havde bagklap fra 1979, men CX fik det med vilje ikke - CX var altid ment som en sedan som blot har en meget skrå bagrude.
Stationcarversionen Break fandtes − ligesom DS og Traction Avant − også i en Familiale-version med to bagsæder og syv siddepladser, senere sågar otte. I 1980'erne var CX og Peugeot 505 de eneste stationcarmodeller på det europæiske marked, som havde en tredje sæderække i kørselsretningen. T-modellen af Mercedes-Benz type 124, Audi 100/200 Avant og Volvo 240 Herregårdsvogn kunne også fås med andet bagsæde, men der sad passagerne med ryggen i kørselsretningen.
I Danmark var det specielt i årene 1986-87 at den nye, faceliftede Serie 2 model blev yderst populær som firmabil. Langt de fleste CX solgt i Danmark var basismodellen med en 2,0-liters benzinmotor, men i Frankrig var den 2,5-liters dieselmotor den mest solgte. 
Danmark har en aktiv klub for CX, der bevarer rustfrie eksemplarer.
Den hurtigste CX er GTi Turbo, som kom frem i 1985, og kan køre 220 km/t. Den blev introduceret i Frankrig med hjælp af sangerinden Grace Jones, med opsigtsvækkende reklamer og en musikvideo.

## Specielle versioner

### Erhvervskøretøjer
Der var flere karrosseriopbygningsfirmaer, som på basis af CX byggede treakslede varebiler, ofte med op til 2 tons nyttelast og en længde på 6,55 m. Et af de mest kendte er franske Tissier, og der var også det belgiske Pijpops og det tyske Mikes Garage, hvis produkter var kendt under navnet Loadrunner. Tissier lavede flere forskellige specialkøretøjer på CX-basis (samt på basis af DS, SM og XM): Autotransportere, ambulancer, kølevogne samt specialkøretøjer til filmoptagelser.
I Danmark blev en CX Service model leveret på gule plader - en stationcar, men med kun to sæder og formindsket registreringsafgift.

### Cabriolet
Karrosserifabrikanten Guy Deslandes fremstillede en todørs cabriolet på basis af første serie af CX under navnet Orphée. Fordørene forblev uændrede, mens bagdørene blev svejset fast. Bagpartiet var forsynet med baglygterne fra Citroën Visa II. Det er tvivlsomt, hvorvidt modellen gik i serieproduktion. Nogle kilder siger, at modellen blev produceret i et étcifret antal.

## Kendte i CX
Jacques Chirac elskede sin CX og blev ved at bruge den officielt lang tid efter at modellen var udgået. François Mitterrand havde en CX til privat brug.
Erich Honecker, leder af Østtyskland indtil 1990 havde flere CX'ere og brugte dem officielt indtil han blev væltet i 1990. Han fik lavet en speciel forlænget udgave. 
En CX fra 1978 er med i en af Mel Gibson's første film - den Australske film Tim.
Harald 5. af Norge havde en CX, mens Prins Henrik havde flere.
Herskeren af Panama, General Manuel Noriega, havde en 1977-model mens Henri, Fursten af Luxembourg, havde en specialmodel med kaleche lavet af Henri Chapron til hans bryllup i 1981.